# African Safari Airways
African Safari Airways és una aerolínia amb base a Mombasa, Kenya. Duu a terme vols charter de luxe i vols de passeig entre Europa i Kenya, servint als parcs de joc de l'est d'Àfrica i altres atraccions turístiques de l'àrea. La seva base d'operacions estava a l'Aeroport Internacional Moi.

## Codis
- Codi IATA: QS
- Codi OACI: QSC
- Codi de ràdio: Zebra

## Història
L'aerolínia va ser creada l'1 d'agost de 1967 i va iniciar operacions el 31 de desembre de 1967amb un vol entre Zúric i Mombasa. Forma part del grup African Safari Club que també controla vuit hotels a la costa de Kenya i sis refugis i camps per a fer safari.
L'equip inicial va ser proporcionat pels avions turbohélice Bristol Britannia des de l'estiu de 1969 fins a la seva eliminació el 1972. Un d'aquests avions va ser llogat a Air Faisal.

## Serveis
Actualment (febrer de 2005), African Safari Airways ofereix vols des de Mombasa fins a Basilea, Berlín, Dusseldorf, Frankfurt, Londres, Milà. Múnic, Viena i Zúric.

## Flota
La seva flota consta d'un Airbus A310-308 (juny de 2005).